# 松本洋平
松本洋平（1973年8月31日—）是一名日本政治人物，自由民主黨所屬眾議院議員，又曾擔任第二次安倍內閣的自由民主黨青年局局長。

## 生平
出身於東京都，畢業於慶應義塾大學經濟学部，之後曾經任職三和銀行。

## 所属團體・議員連盟
- 傳統創造之會（事務局次長）
- 自民黨動物愛護管理推進議員連盟（幹事）
- 創生「日本」
- 日本領土守護行動議員連盟
- 價值觀外交推進議員之會
- 神道政治連國會議員懇談会
- 日本会議國會議員懇談会
- 日韓議員連盟
- 正しい日本を創る会
- 文化藝術懇話会